# Życie Pi (film)
Życie Pi (ang. Life of Pi) – tajwańsko-amerykańsko-brytyjski dramat przygodowy z elementami fantastyki z 2012 roku w reżyserii Anga Lee. Film jest ekranizacją powieści Yanna Martela pod tym samym tytułem.
Zdjęcia kręcono na Tajwanie (m.in. w Tajpej), w Indiach (stan Kerala i Puducherry) oraz w Kanadzie (Montreal).

## Fabuła
Piscine Molitor Patel (tytułowy Pi) jest synem dyrektora ogrodu zoologicznego. Chłopiec o bardzo bogatym życiu duchowym szuka odpowiedzi na swoje pytania w hinduizmie, chrześcijaństwie i islamie, odnajdując w każdej z tych religii tę samą prawdę o Bogu. Jego ojciec postanawia przenieść swoje zoo z Indii do Kanady. W czasie rejsu transportującego zwierzęta i tytułowego bohatera dochodzi do sztormu. Statek ulega katastrofie, w wyniku której Pi wraz z nielicznymi ocalałymi zwierzętami – hieną, zebrą, orangutanem i tygrysem bengalskim – znajdują się w jednej szalupie ratunkowej na otwartym oceanie, by przez kolejne 227 dni walczyć o przetrwanie. Film w swojej metaforycznej warstwie przybiera kształt religijnej przypowieści.

## Obsada
| Aktor | Rola                            | Dubbing              |
| --- | ------------------------------- | -------------------- |
| Suraj Sharma | Pi Patel                        | Piotr Bajtlik        |
| Irrfan Khan | dorosły Pi Patel                | Miłogost Reczek      |
| Ayush Tandon | Pi Patel (11/12 lat)            | Maciej Falana        |
| Gautam Belur | Pi Patel (5 lat)                | –                    |
| Adil Hussan | Santosb Patel                   | Andrzej Chudy        |
| Tabu | Gita Patel                      | Brygida Turowska     |
| Ayaan Khan | Ravi Patel (7 lat)              | –                    |
| Mohd. Abbas Khaleeli | Ravi Patel (13/14 lat)          | Mateusz Narloch      |
| Vibish Sivanumar | Ravi Patel (18/19 lat)          | Waldemar Barwiński   |
| Rafe Spall | pisarz                          | Jacek Kopczyński     |
| Gérard Depardieu | kucharz                         | Zbigniew Konopka     |
| James Saito | starszy człowiek od ubezpieczeń | ???                  |
| Jun Naitō | młodszy człowiek od ubezpieczeń | Waldemar Barwiński   |
| Andrea Di Stefano | ksiądz                          | ???                  |
| Shravanthi Sainath | Anandi                          | Małgorzata Szymańska |
| Elie Alour | Mamaji                          | Zbigniew Konopka     |
| Opracowanie wersji polskiej: Studio Sonica Nagrania: Mafilm Audio Budapeszt Tłumaczenie: Arleta Walczak Dialogi polskie: Joanna Kuryłko Reżyseria: Jerzy Dominik Dźwięk: Georgy Fek Montaż: Maciej Brzeziński Organizacja produkcji: Agnieszka Kudelska W pozostałych rolach: Leszek Zduń, Janusz Wituch, Maciej Kujawski, Maciej Maciejewski |                                 |                      |

## Nagrody i nominacje
| Nazwa nagrody                                                   | Wygrane | Nominacje |
| --------------------------------------------------------------- | --- | --- |
| Oscar                                                           | 2013 Najlepszy reżyser Ang Lee Najlepsza muzyka oryginalna Mychael Danna Najlepsze efekty specjalne Bill Westenhofer, Guillaume Rocheron, Erik De Boer i Donald Elliott Najlepsze zdjęcia Claudio Miranda | 2013 Najlepszy film Ang Lee, David Womark, Gil Netter Najlepszy scenariusz adaptowany David Magee Najlepsza piosenka „Pi’s Lullaby”, wyk. Bombay Jayashri Najlepsza scenografia Anna Pinnock, David Gropman Najlepszy dźwięk Doug Hemphill, Drew Kunin, Ron Bartlett Najlepszy montaż Tim Squyres Najlepszy montaż dźwięku Eugene Gearty, Philip Stockton                                         |
| BAFTA                                                           | 2013 Najlepsze zdjęcia Claudio Miranda Najlepsze efekty specjalne | 2013 Najlepszy film Ang Lee, David Womark, Gil Netter Najlepszy reżyser Ang Lee Najlepszy scenariusz adaptowany David Magee Najlepsza muzyka Mychael Danna Najlepsza scenografia Anna Pinnock, David Gropman Najlepszy montaż Tim Squyres Największa aktorska nadzieja kina (‘Rising Star’) Suraj Sharma Najlepszy dźwięk Doug Hemphill, Drew Kunin, Eugene Gearty, Philip Stockton, Ron Bartlett |
| Złoty Glob                                                      | 2013 Najlepsza muzyka Mychael Danna | 2013 Najlepszy dramat Najlepszy reżyser Ang Lee |
| Złoty Laur                                                      | bez rezultatu | 2013 Nagroda im. Darryla F. Zanucka dla najlepszego producenta filmowego Ang Lee, David Womark, Gil Nette |
| Irlandzka Nagroda Filmowa i Telewizyjna (IFTA)                  | bez rezultatu | 2013 Najlepszy film zagraniczny Ang Lee |
| Amerykańska Gildia Scenarzystów (WGA)                           | bez rezultatu | 2013 Najlepszy scenariusz adaptowany David Magee |
| Międzynarodowe Stowarzyszenie Twórców Filmu Animowanego (Annie) | 2013 Najlepsze indywidualne osiągnięcie: animacja postaci w filmie aktorskim Erik de Boer, Matt Shumway, Brian R. Wells, Vinayak Pawar i Michael Holzl za tygrysa                                         | 2013 Najlepsze indywidualne osiągnięcie: animacja postaci w filmie aktorskim Erik de Boer, Amanda Dague, Matthew Douglas Brown, Mary Lynn Machado i Aaron Grey (II) za orangutana |
| Australijska Akademia Sztuk Filmowych i Telewizyjnych (AACTA)   | | 2013 Najlepszy film zagraniczny Ang Lee, David Womark, Gil Netter Najlepszy reżyser zagraniczny Ang Lee |
| Amerykańska Gildia Scenografów (ADG)                            | 2013 Najlepsza scenografia w filmie fantasy David Gropman | |
| Amerykańskie Stowarzyszenie Operatorów Filmowych (ASC)          | bez rezultatu | 2013 Najlepsze zdjęcia do filmu fabularnego Claudio Miranda |
| Amerykańska Gildia Reżyserów Filmowych (DGA)                    | bez rezultatu | 2013 Najlepsze osiągnięcie reżyserskie w filmie fabularnym Ang Lee |
| Amerykański Instytut Filmowy (AFI)                              | | 2012 Oficjalna selekcja do kategorii film roku |
| Amerykańskie Stowarzyszenie Montażystów (Eddie)                 | bez rezultatu | 2013 Najlepszy montaż dramatu Tim Squyres |
| Satelita                                                        | 2012 Najlepszy scenariusz adaptowany David Magee Najlepsze zdjęcia Claudio Miranda | 2012 Najlepszy film Najlepszy dźwięk Drew Kunin, Eugene Gearty, Philip Stockton, Ron Bartlett Najlepsze efekty specjalne nominowani Bill Westenhofer i Guillaume Rocheron |
| Złota Szpula                                                    | 2013 Najlepszy montaż dźwięku w filmie pełnometrażowym – dialogi i technika ADR Najlepszy montaż muzyki w filmie pełnometrażowym                                                                          | 2013 Najlepszy montaż dźwięku w filmie pełnometrażowym – efekty i imitacje dźwiękowe |